# Nyssocarinus humeralis
Nyssocarinus humeralis är en skalbaggsart som beskrevs av Monné 1985. Nyssocarinus humeralis ingår i släktet Nyssocarinus och familjen långhorningar. Inga underarter finns listade i Catalogue of Life.